# Мошкова, Марина Сергеевна
Мари́на Серге́евна Мошко́ва (род. 13 августа 1987, Ленинград) — российский режиссёр-аниматор. Сестра-близнец Татьяны Мошковой.

## Биография[1]
Родились 13 августа 1987 в Санкт-Петербурге.
В 2006 закончила рисовальные курсы при Санкт-Петербургской Академии художеств.
С 2007 года работает режиссёром на студии «Петербург».
В 2009 – закончила СПбГУКиТ по специальности «режиссура анимации и компьютерной графики».
Сорежиссёр (с Татьяной Мошковой) фильмов: «Проходной двор» (2007), «Ночные огни» (2012), «Провода» (2013). Автор фильмов: «В масштабе» (2007), «Трэш» (2010).

## Фильмография

### Режиссёрские работы
- 2004—2012 — Смешарики
- 2008 — В масштабе
- 2009 — Trash
- 2012 — Ночные огни
- 2012—2013 — Смешарики. Новые приключения
- 2011—2017 — Смешарики. ПИН-код
- 2014 — Провода
- 2015—наст. время — Малышарики
- 2015 — Мужчина познакомится
- 2015—наст. время — Тима и Тома
- 2017—наст. время — Дракоша Тоша
- 2018—наст. время — Малышарики. Танцуем и поём!
- 2019 — Одеяло
- 2020—наст. время — Супер МЯУ
- 2021—наст. время — ДиноСити

### Сценарист
- 2008 — В масштабе
- 2010 — Настоящая женщина
- 2012 — Ночные огни
- 2014 — Провода
- 2015 — Мужчина познакомится
- 2018—наст. время — Малышарики. Танцуем и поём!

### Монтажёр
- 2008 — В масштабе
- 2009 — Trash
- 2012 — Ночные огни
- 2014 — Провода
- 2015 — Мужчина познакомится

### Продюсер
- 2008 — В масштабе
- 2009 — Trash
- 2012 — Ночные огни

### Оператор
- 2008 — В масштабе
- 2008 — Выходной день
- 2009 — Trash

### Художник-аниматор
- 2007 — Проходной двор
- 2008 — В масштабе
- 2009 — Trash
- 2014 — Провода
- 2015 — Мужчина познакомится

### Звукорежиссёр
- 2008 — В масштабе

## Награды[2]
- 30 марта 2018 — IV церемония вручения Национальной анимационной премии "Икар" состоится 9 апреля в ТЮЗе.
- 16 марта 2018 — Объявлены номинанты IV Национальной анимационной премии «Икар»
- 19 июля 2017 — Названы участники XXIV Международного фестиваля анимации "Крок".
- 9 марта 2017 — В конкурсе фестиваля "Золотой Кукер" в Болгарии - более 10 российских фильмов
- 20 марта 2016 — Подведены итоги XXI Открытого фестиваля анимационного кино в Суздале
- 3 августа 2015 — "Провода" и "Совы нежные" стали победителями конкурса короткометражного кино «Окно в Интернет».
- 15 декабря 2014 — XIX-й фестиваль "Золотая рыбка" раздал призы.
- 26 октября 2014 — "Мой странный дедушка" и "Провода" - лауреаты международных кинофестивалей.
- 21 июля 2014 — Гран-при за анимацию на фестивале в "Орленке" получила "Кукушка".
- 18 октября 2011 — Фильмы российских аниматоров получили награды в Белграде.
- 26 сентября 2010 — Подведены итоги XVII Международного фестиваля анимационных фильмов «КРОК - МИР ДЕТСТВА»
- 19 ноября 2009 — В "Актовом зале" 22 ноября - фильмы Сергея Овчарова и его учеников.